# Lentille électrostatique
Une lentille électrostatique est un dispositif produisant un champ électrique à symétrie de révolution, utilisé dans des appareils comme les canons à électrons pour focaliser les faisceaux d'électrons ou d'ions de la même façon que les lentilles en verre sont utilisées dans les appareils d'optique photonique.

## Historique
Depuis la fin du XIXe siècle, le tube à rayons cathodiques a cessé d'être un pur objet de laboratoire pour devenir un dispositif que l'on cherche à améliorer pour des raisons pratiques. Le nom de Ferdinand Braun est attaché aux premiers développements des tubes cathodiques. Dans les années 1920, les recherches appliquées se précisent, en direction de l'oscilloscope et un peu plus tard, de la télévision et du spectromètre de masse…

## Lentilles électrostatiques et lentilles magnétiques

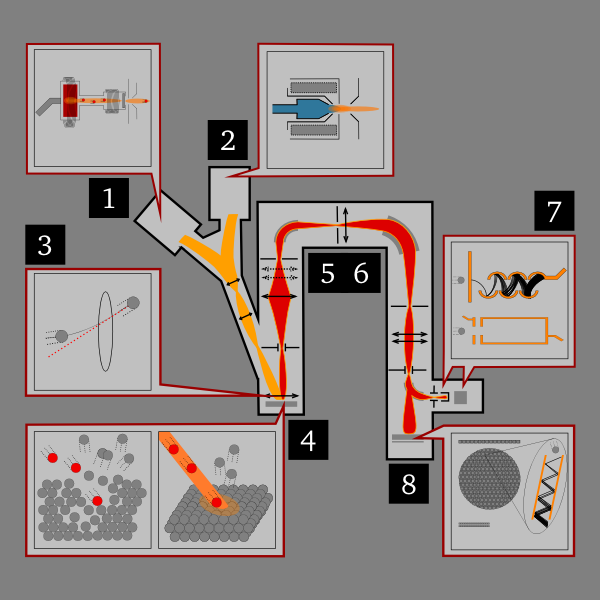
Schéma d'un spectromètre de masse SIMS : les lentilles électrostatiques sont en 3.

Les lentilles électrostatiques sont utilisées pour focaliser les faisceaux de particules chargées que ce soient des électrons ou des ions. Dans la pratique, elles sont beaucoup plus utilisées dans les instruments mettant en jeu des faisceaux d'ions comme les spectromètres de masse ou les sondes ioniques focalisées, mais dans les premiers temps de la microscopie électronique, on a vu des microscopes électroniques équipés avec des lentilles électrostatiques (Voir, par exemple, microscopie électronique à balayage ou microscopie électronique en transmission). Les lentilles magnétiques ne peuvent guère être utilisées pour traiter des faisceaux d'ions, car le champ magnétique nécessaire pour dévier les ions doit dépasser les 10 teslas, du fait de la masse élevée des ions.
En optique électronique proprement dite, c'est-à-dire celle qui traite des faisceaux d'électrons, les lentilles électrostatiques sont peu utilisées, car elles souffrent d'aberrations, notamment sphériques supérieures à celles des lentilles magnétiques. Indépendamment de leurs aberrations, un autre inconvénient des lentilles électrostatiques pour des microscopes électroniques fonctionnant, par exemple à des tensions d'accélération des électrons de 200 kilovolts est que la manipulation des tensions appliquées sur les électrodes des lentilles électrostatiques, du même ordre de grandeur que les tensions d'accélération, pose toutes sortes de problèmes technologiques qui sont évités avec des lentilles magnétiques.